# 施金通
施金通（1979年5月—），男，苗族，湖南花垣人，中华人民共和国政治人物，现任中国共产党第二十届中央委员会候补委员，唯一科级干部，花垣县双龙镇副镇长，十八洞村党支部书记、村委会主任。